# Cyanopepla hyaloptera
Cyanopepla hyaloptera là một loài bướm đêm thuộc phân họ Arctiinae, họ Erebidae.